# María Ángeles Rodríguez
María Ángeles Rodríguez, född den 12 april 1957 i Gijón, Spanien, är en spansk landhockeyspelare.
Hon tog OS-guld i damernas landhockeyturnering i samband med de olympiska landhockeytävlingarna 1992 i Barcelona.